# Джони Рей
Джони Рей (на английски: John Alvin 'Johnnie' Ray) е американски певец и пианист, автор на песни, популярен предимно през 1950-те. Раглеждан е от критиците като предшественик на рокендрола. Музиката му е повлияна от джаз и блус. Превръща се в сензация и предизвиква истерия сред младите в ерата преди Елвис Пресли. През 1952 година достига статут на звезда в Америка. Повтаря успеха си през 1953 в Англия и на следваата година в Австралия. Кариерата му в САЩ запада през 1960 г. и много рядко се появява в телевизията след 1973 г. Но в останалата част на света запазва популярността си до 1989 г.
Той е в близки интимни отношения с журналиската и участничката в журито на телевизионното шоу „What's My Line?“ Дороти Килгалън. Те се запознават малко след като той достига върха на славата си. Два месеца преди смъртта на Килгалън през 1965 г. нейната вестникарска колона включва ангажиментите на Рей в Латинския квартал (нощен клуб) в Ню Йорк и Тропикана Резор и Казино в Лас Вегас, Невада.
В началото на 1969 г., Рей се сприятелява с Джуди Гарланд и става кум на сватбата ѝ, със своя акт той открива последните ѝ концерти в Копенхаген, Дания и Малмьо, Швеция.
Американската кариера на Джони Рей се възражда за кратко в началото на 1970 г., с изяви в шоуто на Анди Уилямс през 1970 г. и The Tonight Show с участието на Джони Карсън три пъти през 1972 и 1973 година.
Той често злоупотребява с алкохола, развива цироза и умира от заболяване на черния дроб.